# Озорув
Озорув (пол. Ozorów) — село в Польщі, у гміні Скужець Седлецького повіту Мазовецького воєводства.
Населення — 310 осіб (2011).
У 1975—1998 роках село належало до Седлецького воєводства.

## Демографія
Демографічна структура станом на 31 березня 2011 року:
|          | Загалом | Допрацездатний вік | Працездатний вік | Постпрацездатний вік |
| -------- | ------- | ------------------ | ---------------- | -------------------- |
| Чоловіки | 151     | 29                 | 97               | 25                   |
| Жінки    | 159     | 24                 | 83               | 52                   |
| Разом    | 310     | 53                 | 180              | 77                   |